# Кікінежді Оксана Михайлівна
Окса́на Миха́йлівна Кікінежді (нар. 1956 року, с. Капорське, Ломоносівський район, Ленінградська область, РРФСР, СРСР) — педагог-психолог, доктор психологічних наук (2013), професор (2014) кафедри психології ТНПУ ім. В. Гнатюка, співавторка підручників та посібників з основ здоров'я, дослідниця гендерних питань.

## Біографічні дані
Народилася 1956 року в Капорському Ломоносівського району Ленінградської області РРФСР.
У 1974 році закінчила Тернопільську середню школу № 2. З1974 по 1979 рік навчалася на природничому факультеті Тернопільського державного педагогічного інституту ім. Я. Галана, отримала кваліфікацію — вчитель біології та хімії.
Працювала організатором позакласної та позашкільної роботи у Тернопільській середній школі № 14.
З 1983 по 1986 рік навчалася у аспірантурі Інституту психології імені Г. С. Костюка. У 1987 році захистила кандидатську дисертацію із спеціальності «педагогічна і вікова психологія» на тему «Оцінні ставлення як мотив вибору друга в ранній юності».
З 1986 року — викладач психологічних дисциплін, з 1988 — старший викладач, з 1994 — доцент, з 2014 — професор кафедри психології Тернопільського національного педагогічного університету ім. В. Гнатюка.
У 2006 році закінчила докторантуру при Національному педагогічному університеті ім. М. Драгоманова. У 2013 році захистила докторську дисертацію «Ідентифікація як соціально-психологічний феномен диференціації статі».
З 2002 року директор Центру гендерних студій (з 2008 року — Науково-дослідний центр з проблем гендерної освіти та виховання учнівської та студентської молоді НАПНУ та ТНПУ ім. В. Гнатюка).
Живе в Тернополі. Фігурує серед співвласників обслуговуючого кооперативу «Вінд», якому прокуратура закидає незаконне привласнення прибережної ділянки біля Тернопільського ставу. Справу щодо забудови елітного житла, замаскованого під човнові елінги, розглядав Західний апеляційний господарський суд, який у 2023 задовольнив позов і постановив повернути землю державі.

## Науково-освітня робота
До сфери наукових інтересів ученої входить психологія особистості, вікова та педагогічна психологія, гендерна психологія, психологія статі та сексуальності, підготовка молоді до відповідального батьківства, психологія сім'ї тощо.
Авторка понад 200 наукових публікацій, серед яких монографії, підручники, посібники, програми, методичні рекомендації.
З 1999 року брала активну участь в реалізації різноманітних міжнародних освітніх та громадських проєктів і програм.
Організаторка 6 Всеукраїнських конкурсів студентських наукових робіт з напрямку «Гендерні дослідження», 7 всеукраїнських та 6 міжнародних науково-практичних конференцій.
Під керівництвом вченої здійснюють наукові дослідження здобувачі, захищено дві кандидатські дисертації (Кізь О. Б., Шульга І. М.), підготовлено кілька наукових робіт, які були переможцями Всеукраїнського конкурсу студентських наукових робіт з напрямку «Гендерні дослідження».
Є членом спеціалізованої вченої ради з педагогічних наук ТНПУ. Входить до редакційної колегії «Наукового вісника Херсонського державного університету (серія «Психологічні науки»)» та журналу «Ґендерна парадигма освітнього простору» (Криворізький національний університет).

## Нагороди та відзнаки
- Нагрудний знак МОН «Відмінник освіти України» (2005),
- Почесна грамота Міністерства освіти і науки України (2004);
- Грамота Міністерства освіти і науки України (2008);
- Грамота Тернопільської обласної державної адміністрації (2013);
- Відзнака Тернопільської міської ради (2013);
- Подяка Тернопільської обласної державної адміністрації (2014);
- Нагрудний знак НАПН України «К. Д. Ушинський» (2015)[2];
- Заслужений працівник освіти України (2020)[4].